# Move Somethin' (álbum)
Move Somethin' é o segundo álbum do grupo de hip hop, originário de Miami 2 Live Crew. Foi lançado em 17 de agosto de 1988 pela  Luke Records e foi produzido por Luke Skyywalker e Mr. Mixx. Foi certificado Ouro pela Recording Industry Association of America e conta com os singles "Move Somethin'" e "Do Wah Diddy". O álbum foi melhor nas paradas em relação ao  álbum anterior, alcançando o número 68 da parada Billboard 200 e número 20 da parada Top R&B/Hip Hop Albums. Musicalmente, o álbum incorpora uma vasta quantidade de samples de diversas fontes, como James Brown ("With Your Badself"), Manfred Mann ("Do Wah Diddy"), The Kinks ("One and One"), Yellow Magic Orchestra ("Mega-Mixx II"), Kraftwerk ("Drop the Bomb") e Quadrant Six (a faixa título). Na canção "Word II", o DJ do 2 Live Crew, Mr. Mixx usa a guitarra de Brian May no scratch principal, bem como o refrão de "We Will Rock You". As letras refletem o humor sexualmente explícito to grupo.

## Lista de faixas
| N.º            | Título               | Duração |  |
| 1.             | "Introduction"       | 0:52    |  |
| 2.             | "Drop The Bomb"      | 2:49    |  |
| 3.             | "Move Somethin'"     | 3:26    |  |
| 4.             | "Ghetto Bass II"     | 4:25    |  |
| 5.             | "With Your Badself"  | 2:22    |  |
| 6.             | "Pussy Ass Nigga"    | 3:17    |  |
| 7.             | "H-B-C"              | 3:21    |  |
| 8.             | "S & M"              | 3:51    |  |
| 9.             | "Do Wah Diddy"       | 4:02    |  |
| 10.            | "Word II"            | 3:10    |  |
| 11.            | "Feel Alright Y'all" | 2:55    |  |
| 12.            | "One And One"        | 2:24    |  |
| 13.            | "Mega-Mixx II"       | 3:08    |  |
| Duração total: | Duração total:       | 40:02   |  |

## Artistas
- Luther Roderick Campbell - performer, produtor, produtor executivo
- Mark D. Ross - performer, produtor
- Christopher Wong Won - performer, produtor
- David P. Hobbs - performer, produtor
- Melvin Bratton - vocais adicionais (faixa 6)
- Tolbert Bain - vocais adicionais (faixa 6)
- Michael Sterling - mixagem
- Manny Morell - artwork & design